# Wola Teserowa (gromada)
Wola Teserowa – dawna gromada, czyli najmniejsza jednostka podziału terytorialnego Polskiej Rzeczypospolitej Ludowej w latach 1954–1972.
Gromady, z gromadzkimi radami narodowymi (GRN) jako organami władzy najniższego stopnia na wsi, funkcjonowały od reformy reorganizującej administrację wiejską przeprowadzonej jesienią 1954 do momentu ich zniesienia z dniem 1 stycznia 1973, tym samym wypierając organizację gminną w latach 1954–1972.
Gromadę Wola Teserowa z siedzibą GRN w Woli Teserowej (w obecnym brzmieniu: Wola Tesserowa) utworzono – jako jedną z 8759 gromad na obszarze Polski – w powiecie jędrzejowskim w woj. kieleckim, na mocy uchwały nr 13b/54 WRN w Kielcach z dnia 29 września 1954. W skład jednostki weszły obszary dotychczasowych gromad Wola Teserowa (bez osiedla Brzezinki), Mieronice, Rembieszyce i Karsznice ze zniesionej gminy Złotniki w tymże powiecie. Dla gromady ustalono 19 członków gromadzkiej rady narodowej.
31 grudnia 1961 gromadę zniesiono, a jej obszar włączono do gromad  Małogoszcz (wieś i kolonię Mieronice oraz kolonię Antonielów) i Złotniki (wsie Wola Teserowa, Rembieszyce i Karsznice oraz osady Jacłów, Stoki Karsznickie, Borków, Bździanki, Pałeczki i Jelonek).